# Enric Adams
Enric Adams (castellà: Enrique Adams)  (Barcelona, 2 de novembre de 1873 - segle XX) fou un mim català.
Fill de pare maonès i mare catalana, devia el seu cognom a un avi nord-americà. Encara que les seves primeres inquietuds artístiques el portaven pel camí de la pintura com a retratista, a Tolosa de Llenguadoc (ciutat on el seu pare tenia un negoci de vins) va estudiar mim i va actuar en diverses companyies d'afeccionats. El 1892 es va incorporar a la companyia dels germans Ibáñez, amb qui va estrenar les pantomimes El maestro de armas i Vida y viajes de Cristóbal Colón amb motiu del IV Centenari del descobriment d'Amèrica.
Entre 1893 i 1900 es va consolidar com un dels mims més valorats del moment. Va iniciar llavors una llarga gira per tot Europa, i va actuar a Londres, Liverpool, Estrasburg, Múnic, Berlín, Ginebra, Moscou, Roma, Milà, etc. A París va col·laborar assíduament com a professor al Conservatori Popular de Mimí Pinson per a joves obreres parisenques, acabat de crear, on es donaven classes de declamació, ball, òpera i pantomima.
A partir de 1912 va actuar esporàdicament a Barcelona, amb obres escrites per autors francesos, entre ells Catulle Mendès. A l'agost d'aquest mateix any va reaparèixer en el Teatre Soriano amb cinc funcions, presentant el drama en mim Cor d'Apache, obra que va formar part del repertori que va presentar en la seva última actuació al Paral·lel al juny de 1919.
Va ser un dels mims més valorats pels autors de l'època a l'estranger.